# Māra Cielēna
Māra Cielēna (ur. 29 maja 1954 w Rydze) – łotewska pisarka, poetka i ceniona autorka książek dla dzieci i młodzieży.

## Życiorys
Māra Cielēna urodziła się 29 maja 1954 roku. w Rydze. Ojciec był biochemikiem, a matka geografką. Szkołę średnią ukończyła w 1972 roku, a następnie w studiowała w latach 1972–1977 filologię i literaturę na wydziale filologicznym Uniwersytetu Łotewskiego.
W latach 1977–1980 pracowała w Instytucie Języka i Literatury Łotewskiej Akademii Nauk. Następnie pracowała w kilku wydawnictwach: „Liesma”, „Sprīdītis”, „Madris”. W 1970 roku zaczęła publikować swoje pierwsze prace. W 1992 roku wydała baśnie dla dzieci Tuksaks un Mamolis, za które otrzymała nagrodę im. Ansisa Lerhisa-Puškaitisa. Dwukrotnie otrzymała nagrodę Pastariņa prēmiju za osiągnięcia w dziedzinie literatury dziecięcej: w 1999 roku za Pulksteņu nakts gaitas i w 2003 roku za książkę Pilsētas pasakas un pasaules pasakas.
W 2000 roku książka Pulksteņu nakts gaitas Māry Cielēny została wpisana na listę honorową IBBY prowadzoną przez Międzynarodową Izbę ds. Książek dla Młodych, uznając jej trwały wkład w literaturę dziecięcą. Od 2001 roku jest członkiem Łotewskiego Związku Pisarzy. Dwukrotnie otrzymała również prestiżową międzynarodową Nagrodę Jānisa Baltvilksa w dziedzinie literatury dziecięcej regionu Morza Bałtyckiego, w 2006 i 2011 roku. Przetłumaczyła z języka niemieckiego, angielskiego i rosyjskiego, takie dzieła jak: Pajęczyna Szarloty E.B. White’a, Domek na prerii Laury Ingalls Wilder.

## Wybrane działa
- Mazliet siltuma, mazliet smaržas, 1988
- Tuksaks un Mamolis, 1992
- Rukšu svētdiena, 1994
- Pulksteņu nakts gaitas, 1997
- Kaskabatis iet pie drauga, 2000
- Pilsētas pasakas un Pasaules pasakas, 2001
- Debesu trepīte, 2001
- Pasakas par diviem, 2003
- Mammas, tēti un citi, 2003
- Ņau un Murr, 2005
- Pelītes Pērlītes brauciens ar gultu, 2005
- Teo un Mūmīte, 2008
- Žirafes šalle, 2010
- Princese Aurēlija un kokspoki, 2011
- Deguns debesīs, 2011
- Pa īstam un pa jokam, 2015